# Sina Movahed
Sina Movahed est un joueur d'échecs iranien né le 27 mai 2010, vainqueur de l'open de Bakou en 2024.
Au 1er août 2024, il est le cinquième joueur iranien avec un classement Elo de 2 530 points.

## Biographie et carrière
Sino Movahed a remporté la médaille d'argent au championnat du monde des moins de 12 ans en 2022.
En mai 2024, il finit 1er-3e ex æquo (troisième au départage) de l'open B de Sharjah.
En juin-juillet 2024, il remporte l'open A de Bakou au départage.
Movahed finit deuxième du championnat du monde junior de parties rapides et troisième du championnat du monde junior de blitz en août 2024.
Il est sélectionné comme échiquier de réserve (remplaçant) dans l'équipe d'Iran qui participera l'olympiade d'échecs de 2024.
Movahed a réalisé les trois normes de grand maître international en 2024.